# 邱冰
邱冰（1989年9月25日—），中国足球运动员，司职后卫，曾效力于中超球队江苏舜天。2012年，邱冰加盟新成立的中乙球队青海森科。